# Kenny Lawson
Kenneth Michael "Kenny" Lawson jr. (Oceanside, California, 18 de septiembre de 1988) es un jugador de baloncesto estadounidense que pertenece a la plantilla del Kagawa Five Arrows de la B.League japonesa. Con 2,06 metros de estatura, juega en la posición de pívot. 

## Trayectoria deportiva

### Universidad
Jugó cinco temporadas con los Bluejays de la Universidad Creighton, aunque en la primera de ellas sólo disputó dos partidos antes de sufrir una tendinitis en la rodilla, en las que promedió 9,2 puntos, 5,3 rebotes y 1,1 tapones por partido. En su primera temporada fue incluido en el mejor quinteto de novatos de la Missouri Valley Conference, mientras que en 2009 y 2010 lo hacía en el mejor quinteto defensivo de la conferencia, apareciendo también en su tercera temporada en el segundo mejor quinteto absoluto de la MVC.

### Profesional
Tras no ser elegido en el Draft de la NBA de 2011, fichó por el Jiangsu Tongxi chino, donde jugó 16 partidos, en los que promedió 22,1 puntos y 11,2 rebotes. En el mes de octubre fichó por el Bnei HaSharon israelí, donde acabó la temporada promediando 12,6 puntos y 6,3 rebotes por partido.
En 2012 es incluido en el draft de la liga de Corea del Sur, siendo elegido por los Seul Samsung Thunders en el puesto 17, pero solo disputó cinco partidos, regresando a su país para firmar con los Iowa Energy de la NBA D-League, donde jugó 17 partidos, promediando 6,1 puntos y 3,3 rebotes.
En 2014 fichó por el Ramat HaSharon BC de la segunda división israelí, donde jugó 12 partidos, en los que promedió 19,3 puntos y 10,8 rebotes. En el mes de septiembre firmó con el Club Baloncesto Breogán de la LEB Oro española, donde jugó ocho partidos, promediando 6,6 puntos y 3,9 rebotes.
En noviembre de 2014 fichó por el Ironi Nahariya, donde completói la temporada promediando 9,5 puntos y 6,9 rebotes por encuentro.
En noviembre de 2015 se traslada a Italia para fichar por el Basket Recanati de la Serie A2, donde jugó la temporada entera como titular, obteniendo los mejores números de su carrera profesional, 20,4 puntos y 10,6 rebotes por partido.
En agosto de 2016 anunció su fichaje por la Virtus Bologna, donde completó su primera temporada promediando 18,7 puntos y 7,9 rebotes por encuentro.